# سوتیلنویه
سوتیلنویه (به لاتین: Svetilnoye) یک منطقهٔ مسکونی در روسیه است که در استان آمور واقع شده‌است.